# Maeve Dermody
Maeve Dermody (Sidney; 2 de noviembre de 1985) es una actriz australiana, conocida principalmente por haber interpretado a Lee en Black Water y a Toni en Beautiful Kate.

## Biografía
Maeve es hija de la directora e historiadora Susan Murphy Dermody y de un psicólogo.
Asistió al Mosman High School en Sídney, tomó varios cursos en la prestigiosa escuela National Institute of Dramatic Art NIDA.
En el 2005 comenzó a salir con el actor Sam Worthington, sin embargo la relación terminó en el 2008.

## Carrera
Con solo 5 años Maeve apareció por primera vez en la televisión cuando participó en la película Breathing Under Water, la cual fue dirigida por su madre, Susan.
Entre el 2003 y el 2009 apareció como invitada en series como White Collar Blue, All Saints, Monarch Cove, The Chaser's War on Everything y en My Place. 
En el 2007 interpretó a Lee en el thriller independiente Black Water.
En el 2010 apareció en la película Griff the Invisible, donde interpretó a Melody junto a Ryan Kwanten.
En el 2011 interpretó a la periodista Rachel Carr en la miniserie Paper Giants: The Birth of Cleo.
En el 2012 apareció en la miniserie Bikie Wars: Brothers in Arms donde interpretó a Lee Denholm, la novia del motociclista Anthony "Snoddy" Spencer (Callan Mulvey). Ese mismo año apareció como invitada en la serie de drama y misterio Miss Fisher's Murder Mysteries interpretando a Eunice Henderson
En el 2013 se unió al elenco principal de la serie Serangoon Road donde interpretará a Claire Simpson, el interés romántico de Sam Callaghan (Don Hany), hasta ahora. Ese mismo año se unió al elenco principal de la miniserie Power Games: The Packer-Murdoch Story interpretando a Anna Torv, la segunda esposa de Rupert Murdoch (Patrick Brammall).
En el 2016 aparecerá en la miniserie SS-GB donde dará vida a Sylvia. En la serie compartirá créditos con Sam Riley, Kate Bosworth, Aneurin Barnard, James Cosmo y Jason Flemyng.

## Filmografía

### Series de televisión
| Año             | Título                                | Personaje        | Notas                                   |
| --------------- | ------------------------------------- | ---------------- | --------------------------------------- |
| 2017 - presente | SS-GB                                 | Sylvia           | 5 episodios - miniserie                 |
| 2016            | Marcella                              | Grace Gibson     | 3 episodios                             |
| 2015            | And Then There Were None              | Vera Claythorne  | 3 episodios - miniserie                 |
| 2013            | Serangoon Road                        | Claire Simpson   | 10 episodios                            |
| 2013            | Power Games: The Packer-Murdoch Story | Anna Torv        | 2 episodios - minsierie                 |
| 2012            | Rake                                  | Polly Nesbitt    | 2 episodios                             |
| 2012            | Bikie Wars: Brothers in Arms          | Lee Denholm      | 6 episodios - miniserie                 |
| 2012            | Miss Fisher's Murder Mysteries        | Eunice Henderson | episodio "Murder on the Ballarat Train" |
| 2011            | Paper Giants: The Birth of Cleo       | Rachel Carr      | 2 episodios - miniserie                 |
| 2009            | My Place                              | Evelyn           | episodio "1918 Bertie"                  |
| 2009            | The Chaser's War on Everything        | -                | episodio # 3.4                          |
| 2006            | Monarch Cove                          | Charlotte Lee    | episodio # 1.6                          |
| 2006            | All Saints                            | Taylor Patterson | episodio "Truth Hurts"                  |
| 2003            | White Collar Blue                     | Amanda Payne     | episodio # 2.2                          |

### Películas
| Año  | Título                  | Personaje           | Notas |
| ---- | ----------------------- | ------------------- | --- |
| -    | The Space Between       | Olivia              | junto a Marco Leonardi, Flavio Parenti, Lino Guanciale y Fulvio Falzarano                                 |
| 2016 | 2:22                    | Sandy               | junto a Teresa Palmer, Michiel Huisman, Sam Reid, Simone Kessell, John Waters, Remy Hii y Kerry Armstrong |
| 2015 | Pawno                   | Kate                | junto a John Brumpton, Damian Hill, Malcolm Kennard, Mark Coles Smith y Kerry Armstrong                   |
| 2015 | The Immortal            | Lucy                | corto - junto a James Cromwell, Guy Edmonds, Keith Thomas, Vanessa Downing y Callum McManis               |
| 2014 | The Fear of Darkness    | Dr. Sarah Faithfull | junto a Penelope Mitchell, Damien Garvey, Aaron Pedersen, Mark Leonard Winter y Christopher Sommers       |
| 2014 | Wedding of the Year     | Lucy                | junto a Colin Friels, Deborah Mailman, Chris Haywood, Heather Mitchell y Noni Hazlehurst                  |
| 2013 | Greg's First Day        | Mandy               | corto - junto a Nicholas Hope, Celia Massingham, Keegan Joyce, Ashleigh Cummings y Craig Walker           |
| 2012 | Almost                  | Emily               | corto - junto a Guy Edmonds y Toby Schmitz                                                                |
| 2012 | Dangerous Remedy        | Jo Wainer           | junto a Gary Sweet, Susie Porter, William McInnes, Caroline Craig, Chris Haywood y Mark Leonard Winter    |
| 2010 | Griff the Invisible     | Melody              | junto a Ryan Kwanten, Anthony Phelan, Toby Schmitz y Marshall Napier                                      |
| 2010 | Magpie                  | Martha              | corto - junto a Tom Riley, Henry Doulton, Jessica Ellerby y Montserrat Lombard                            |
| 2009 | Beautiful Kate          | Toni                | junto a Ben Mendelsohn, Rachel Griffiths y Sophie Lowe                                                    |
| 2009 | Past Midnight           | Ginny               | corto - junto a Eileen Darley y Nicholas Papademetriou                                                    |
| 2009 | At the Breakfast Table  | -                   | corto - junto a Michael Dorman                                                                            |
| 2009 | Shot Open               | Amelia Walsh        | corto - junto a Aden Young y William Zappa                                                                |
| 2007 | Black Water             | Lee                 | junto a Diana Glenn y Andy Rodoreda                                                                       |
| 2007 | Walnut                  | Ghyselle            | corto - junto a Michael Dorman y Jamie Katsamatsas                                                        |
| 2006 | A Fairytale of the City | Joven               | corto - junto a Sam Worthington, Marea Burton y Peter Barry                                               |
| 2003 | All Shook Up            | Billy               | corto - junto a Ilan Kidron                                                                               |
| 1993 | Breathing Under Water   | Maeve               | junto a David Argue, Kristoffer Greaves y Anne-Louise Lambert                                             |

### Teatro
| Año  | Obra                 | Personaje | Director         | Teatro          | Notas                                                                                 |
| ---- | -------------------- | --------- | ---------------- | --------------- | ------------------------------------------------------------------------------------- |
| 2011 | The Seagull          | Nina      | Benedict Andrews | Belvoir Theatre | junto a Judie Davis, Dylan Young, David Wenham, Emily Barclay y Gareth Davies         |
| 2010 | Our Town             | Emily     | Iain Sinclair    | Sídney Theatre  | junto a Anita Hegh, Chris Pitman, Susan Prior, Josh Quong Tart y Christopher Stollery |
| 2010 | Measure For Measure  | Julietta  | Benedict Andrews | Belvoir Theatre | junto a Damon Gameau, Robert Menzies, Toby Schmitz y Frank Whitten                    |
| 2010 | The Face             | -         | Lee Lewis        | Belvoir Theatre | junto a Susie Porter, Marcus Graham, Krew Boylan, Kenji Fitzgerald y Emily Barclay    |
| 2006 | The Peach Season     | Zoe       | David Berthold   | Stables Theatre | junto a John Adam, Maggie Blinco, Alice Parkinson y Scott Timmins                     |
| 2005 | The Girl on the Sofa | -         | Tanya Goldberg   | New Theatre     | junto a Louise Fischer, Kath Perry y Helen Tonkin                                     |

## Premios y nominaciones
| Año  | Categoría               | Premio     | Película       | Resultado |
| ---- | ----------------------- | ---------- | -------------- | --------- |
| 2010 | Best Supporting Actress | FCCA Award | Beautiful Kate | Nominada  |
| 2009 | Best Supporting Actress | AFI Award  | Beautiful Kate | Nominada  |
| 2009 | Best Supporting Actress | FCCA Award | Black Water    | Nominada  |
| 2008 | Best Supporting Actress | AFI Award  | Black Water    | Nominada  |
| 2008 | Best Actress            | IF Award   | Black Water    | Nominada  |